# Триоксоплатинат(IV) натрия
Триоксоплатинат(IV) натрия — неорганическое соединение,
двойной оксид платины и натрия
с формулой Na2PtO3,
тёмно-жёлтые или красные кристаллы,
образует кристаллогидраты.

## Получение
- Сплавление карбоната натрия и платиновой черни в токе кислорода [1]:

{\displaystyle {\mathsf {Na_{2}CO_{3}+Pt+O_{2}\ {\xrightarrow {700-750^{o}C}}\ Na_{2}PtO_{3}+CO_{2}}}}
- Сплавление пероксида натрия и платиновой черни токе кислорода [1]:

{\displaystyle {\mathsf {2Na_{2}O_{2}+2Pt+O_{2}\ {\xrightarrow {900^{o}C}}\ 2Na_{2}PtO_{3}}}}
- Разложение при нагревании гексагидроксоплатината(IV) натрия с образованием α-Na2PtO3 [1]:

{\displaystyle {\mathsf {Na_{2}[Pt(OH)_{6}]\ {\xrightarrow {T}}\ Na_{2}PtO_{3}+3H_{2}O}}}

## Физические свойства
Триоксоплатинат(IV) натрия образует тёмно-жёлтые или красные кристаллы нескольких модификаций :
- α-Na2PtO3, моноклинная сингония, пространственная группа C 2/c, параметры ячейки a = 0,541 нм, b = 0,938 нм, c = 1,075 нм, β = 99,67°, Z = 8;
- β-Na2PtO3, ромбическая сингония, пространственная группа F ddd, параметры ячейки a = 1,883 нм, b = 0,628 нм, c = 0,906 нм, Z = 16.

Образует кристаллогидрат состава Na2PtO3•3H2O — жёлтые кристаллы, которые можно рассматривать как гексагидроксоплатинат(IV) натрия — Na2[Pt(OH)6].